# Green Bay Packers 1991
La stagione 1991 dei Green Bay Packers è stata la 71ª della franchigia nella National Football League. Sotto la direzione del capo-allenatore al quarto anno Lindy Infante, la squadra terminò con un record di 4-12, chiudendo quarta nella Central Division. A fine stagione Infante fu licenziato.

## Roster
| Roster dei Green Bay Packers nel 1991 |
| --- |
| Quarterback - 10 Blair Kiel - 7 Don Majkowski - 18 Mike Tomczak Running Back - 32 Steve Avery FB - 42 Walter Dean FB - 39 Darrell Thompson FB - 33 Keith Woodside - 46 Vince Workman Wide Receiver - 82 Erik Affholter WR - 81 Perry Kemp - 85 Jeff Query PR - 84 Sterling Sharpe - 87 Clarence Weathers - 88 Charles Wilson KR Tight End - 80 Jackie Harris - 86 Ed West Offensive Linemen - 51 Blair Bush C - 63 James Campen C - 78 Louis Cheek T - 72 Steve Gabbard T - 65 Ron Hallstrom G - 77 Tony Mandarich T - 57 Rich Moran G - 71 Reggie Singletary G/T - 70 Keith Uecker G/T Defensive Linemen - 74 Lester Archambeau DE - 62 Matt Brock DE - 93 Robert Brown DE - 99 Don Davey DE - 92 John Jurkovic NT - 98 Esera Tuaolo NT Linebacker - 90 Tony Bennett OLB - 55 Reggie Burnette ILB - 56 Burnell Dent ILB - 50 Johnny Holland ILB - 91 Brian Noble ILB - 54 Scott Stephen OLB Defensive Back - 36 LeRoy Butler CB - 26 Chuck Cecil FS - 25 Vinnie Clark CB - 21 Joe Fuller CB - 24 Tim Hauck S - 44 Jerry Holmes CB - 47 Roland Mitchell CB - 37 Mark Murphy SS Special Team - 13 Chris Jacke K - 16 Paul McJulien P Lista delle riserve - 67 Billy Ard G/T (IR) - 58 Joe Garten C/G (IR) - 59 Kurt Larson OLB (IR) - 96 Shawn Patterson DE (IR) - 95 Bryce Paup OLB (IR) - 31 Allen Rice RB (IR) - 75 Ken Ruettgers T (IR) - 45 Vai Sikahema RB/KR/PR (IR) - 30 Chuck Webb RB (IR) Squadra di allenamento - -- Jeff Bridewell QB - -- Jerry Evans TE - -- Scott Evans DT - -- Doug Lloyd RB - -- Johnny Walker WR |
| Legenda - I rookie sono in corsivo. - Il primo ruolo è il principale mentre gli eventuali successivi indicano i ruoli secondari. - (IR) sta per Injured Reserve ed indica la lista ristretta per un solo giocatore infortunato che può tornare ad allenarsi dopo la settimana 6 e a rientrare in prima squadra dopo che questa ha giocato 8 partite. - (NF-Inj.) / (NF-Ill.) stanno rispettivamente per Non-Football Injured e Non-Football Illness ed indicano le liste dove viene inserito un giocatore che ha un infortunio o una malattia non dipendente dal football americano. - (PUP) sta per Physically Unable to Perform ed indica la lista dove viene inserito un giocatore mentre è in attesa di recuperare la condizione fisica. Nella stagione regolare dopo la sesta partita giocata dalla propria squadra, il giocatore ha tempo tre settimane per riprendere ad allenarsi, più tre settimane aggiuntive dal suo rientro agli allenamenti per rientrare in prima squadra. |

## Calendario
| Stagione regolare |                    |                         |                    |                    |                               |                    |
| Turno             | Data               | Avversario              | Risultato          | Record             | Stadio                        | Pubblico           |
| 1                 | 1 settembre        | Philadelphia Eagles     | S 3–20             | 0–1                | Lambeau Field                 | Recap              |
| 2                 | 8 settembre        | at Detroit Lions        | S 14–23            | 0–2                | Pontiac Silverdome            | Recap              |
| 3                 | 15 settembre       | Tampa Bay Buccaneers    | V 15–13            | 1–2                | Lambeau Field                 | Recap              |
| 4                 | 22 settembre       | at Miami Dolphins       | S 13–16            | 1–3                | Joe Robbie Stadium            | Recap              |
| 5                 | 29 settembre       | at Los Angeles Rams     | S 21–23            | 1–4                | Anaheim Stadium               | Recap              |
| 6                 | 6 ottobre          | Dallas Cowboys          | S 17–20            | 1–5                | Milwaukee County Stadium      | Recap              |
| 7                 | Settimana di pausa | Settimana di pausa      | Settimana di pausa | Settimana di pausa | Settimana di pausa            | Settimana di pausa |
| 8                 | 17 ottobre         | Chicago Bears           | S 0–10             | 1–6                | Lambeau Field                 | Recap              |
| 9                 | 27 ottobre         | at Tampa Bay Buccaneers | V 27–0             | 2–6                | Tampa Stadium                 | Recap              |
| 10                | 3 novembre         | at New York Jets        | S 16–19 (dts)      | 2–7                | The Meadowlands               | Recap              |
| 11                | 10 novembre        | Buffalo Bills           | S 24–34            | 2–8                | Milwaukee County Stadium      | Recap              |
| 12                | 17 novembre        | Minnesota Vikings       | S 21–35            | 2–9                | Lambeau Field                 | Recap              |
| 13                | 24 novembre        | Indianapolis Colts      | V 14–10            | 3–9                | Milwaukee County Stadium      | Recap              |
| 14                | 1 dicembre         | at Atlanta Falcons      | S 31–35            | 3–10               | Atlanta–Fulton County Stadium | Recap              |
| 15                | 8 dicembre         | at Chicago Bears        | S 13–27            | 3–11               | Soldier Field                 | Recap              |
| 16                | 15 dicembre        | Detroit Lions           | S 17–21            | 3–12               | Lambeau Field                 | Recap              |
| 17                | 21 dicembre        | at Minnesota Vikings    | V 27–7             | 4–12               | Hubert H. Humphrey Metrodome  | Recap              |

Note: gli avversari della propria division sono in grassetto.

## Classifiche
| NFL Central          |    |    |   |      |     |      |     |     |     |
|                      | V  | S  | P | %    | DIV | CONF | PF  | PS  | STR |
| (2) Detroit Lions    | 12 | 4  | 0 | .750 | 6–2 | 8–4  | 339 | 295 | V6  |
| (4) Chicago Bears    | 11 | 5  | 0 | .688 | 7–1 | 9–3  | 299 | 269 | S1  |
| Minnesota Vikings    | 8  | 8  | 0 | .500 | 3–5 | 8–6  | 301 | 306 | S1  |
| Green Bay Packers    | 4  | 12 | 0 | .250 | 3–5 | 3–9  | 273 | 313 | V1  |
| Tampa Bay Buccaneers | 3  | 13 | 0 | .188 | 1–7 | 2–10 | 199 | 365 | V1  |